# 11790 Goode
11790 Goode eller 1978 RU är en asteroid i huvudbältet som upptäcktes den 1 september 1978 av den rysk-sovjetiske astronomen Nikolaj Tjernych vid Krims astrofysiska observatorium på Krim. Den har fått sitt namn efter Philip R. Goode.
Asteroiden har en diameter på ungefär 5 kilometer.